# كبلر-70b
كيبلر 70 بي (بالإنجليزية: Kepler-70b)‏ الذي يرمز له بالرمز Kepler-70b، هو كوكب خارج المجموعة الشمسية، في كوكبة الدجاجة (كوكبة)، يتبع Kepler-70.

## الاكتشاف
اكتشف في 2011.